# Langangen
Langangen is een plaats in de Noorse gemeente Porsgrunn, provincie Telemark. Langangen telt 505 inwoners (2007) en heeft een oppervlakte van 0,56 km².

## Bezienswaardigheden
De kerk van Langangen is een houten zaalkerk van 1891.